# Runkata
Runkata es una ciudad censal situada en el distrito de Agra en el estado de Uttar Pradesh (India). Su población es de 15582 habitantes (2011). 

## Demografía
Según el censo de 2011 la población de Runkata era de 15582 habitantes, de los cuales 8237 eran hombres y 7345 eran mujeres. Runkata tiene una tasa media de alfabetización del 64,81%, inferior a la media estatal del 67,68%: la alfabetización masculina es del 72,65%, y la alfabetización femenina del 56,12%.